# Sosippus mexicanus
Sosippus mexicanus là một loài nhện trong họ Lycosidae.
Loài này thuộc chi Sosippus. Sosippus mexicanus được Eugène Simon miêu tả năm 1888.